# 秦躁公
秦躁公（？—前429年），《史记索隐》作秦趮公，嬴姓，战国时期秦国君主。秦厲共公之子，秦怀公之兄，在位14年。

## 生平
前443年，秦厉共公去世，其子秦躁公继位。
前442年，天空出现彗星。
前441年，南郑（今陕西省汉中市南郑区东）发生叛乱。
前435年，六月下起大雨雪，发生日食、月食。
前430年，義渠向秦国發起大規模的進攻，进兵到渭水才撤军。
前429年，秦躁公去世，葬于丘里悼公南。秦国国内重臣拥立在晋国的秦厉共公之子、秦躁公之弟秦怀公回国继位。